# 7486 Hamabe
7486 Hamabe eller 1994 XJ1 är en asteroid i huvudbältet som upptäcktes den 6 december 1994 av den japanska astronomen Takao Kobayashi vid Ōizumi-observatoriet. Den är uppkallad efter Masaru Hamabe.
Asteroiden har en diameter på ungefär 3 kilometer.